# غريدي هاو
غريدي هاو (بالإنجليزية: Grady Howe)‏ (15 فبراير 1994 بشاطئ نيوبورت في الولايات المتحدة - ) هو لاعب كرة قدم أمريكي في مركز الوسط. لعب مع بروينز لجامعة كاليفورنيا ‏.

## وصلات خارجية
- غريدي هاو على موقع قاعدة بيانات كرة القدم.إي يو (الإنجليزية)